# Zadní Újezd
Zadní Újezd (německy Storzendorf) je vesnice, část obce Medlov v okrese Olomouc. Nachází se asi 2 km na severozápad od Medlova. V roce 2009 zde bylo evidováno 53 adres. V roce 2001 zde trvale žilo 104 obyvatel.
Zadní Újezd je také název katastrálního území o rozloze 2,67 km2.